# Ackmenischken (Sittenfelde)
Ackmenischken, Ksp. Obehlischken war ein Dorf im ostpreußischen Kreis Insterburg, auf dem Territorium der heutigen russischen Oblast Kaliningrad. Die Ortstelle liegt am Südufer der Auxinne (1938–1945 Goldfließ, russisch: Golubaja) zwischen Botschagi (Schloßberg) und Selenzowo (Obehlischken, 1938–1945 Schulzenhof') im Rajon Tschernjachowsk.

## Geschichte
Das Dorf gehörte seit 1846 zum Kirchspiel der Kirche Obehlischken und seit 1874 zum Amtsbezirk Obehlischken (ab 1938 Schulzenhof, heute russisch: Selenzowo). Es lag in der Nähe von Norkitten (heute russisch: Meschduretschje) knapp 20 Kilometer westlich von Insterburg (heute: Tschernjachowsk). Diese Region war von der Pest in Ostpreußen 1709/10 schwer betroffen.
Am 3. Juni (bestätigt am 16. Juli) 1938 wurde Ackmenischken im Zuge der Umbenennung von Orten in Ostpreußen in Sittenfelde umbenannt. Am 1. April 1939 wurde es in die Gemeinde Kirschland (bis 1938 Schernupchen, heute nicht mehr existent) eingegliedert.
In der Folge des Zweiten Weltkriegs wurde das Dorf, wie auch das benachbarte Schernupchen, von der deutschen Bevölkerung verlassen.

### Name
Der Name Ackmenischken beschreibt steiniges Gelände. Er leitet sich von prußisch akmenis für Stein, Felsen, Gestein, Brocken bzw. von kurisch akmins für Stein ab. Es gab in Ostpreußen noch zwei weitere Orte gleichen Namens.

### Einwohnerentwicklung
1933 hatte Ackmenischken 151 Einwohner, das benachbarte Schernupchen 117 Einwohner (zusammen 268 Einwohner). Bis 1939 war die Einwohnerzahl der beiden zur Gemeinde Kirschland vereinigten Dörfer auf 233 gesunken.